# Лазаревич, Иван Павлович
Ива́н Па́влович Лазаре́вич (17 [29] марта 1829, Могилёв — 25 февраля [10 марта] 1902, Санкт-Петербург) — русский акушер-гинеколог, доктор медицины, заслуженный профессор, тайный советник.

## Биография
После окончания Могилёвской гимназии, в 1846 году поступил на камеральное отделение Санкт-Петербургского университета, но проучившись четыре месяца оставил учёбу из-за семейных обстоятельств. В 1848 году поступил в киевский университет, медицинский факультет которого окончил лекарем в 1853 году и был оставлен ассистентом акушерской клиники; в то же время работал старшим врачом в кадетском корпусе, где также преподавал ботанику. В 1856 году был назначен помощником (заместителем) директора акушерской клиники.
В 1857 году он защитил докторскую  диссертацию «De pelvis feminae metiendae rationibus» и с 1858 года состоял приват-доцентом, а с 1859 года — доцентом.
С августа 1862 по 1890 год И. П. Лазаревич — ординарный профессор Харьковского университета по акушерству, женским и детским болезням. По его инициативе в 1869 году в Харькове был учреждён Повивальный институт, который занимался подготовкой среднего медицинского персонала для Харькова и южных районов России.
С 15 ноября 1886 года состоял членом Совета министра народного просвещения (одновременно был непременным членом медицинского совета министерства внутренних дел от министерства народного просвещения); 1 января 1893 года был произведён в чин тайного советника. Награждён орденами Св. Анны 1-й ст. (01.01.1896), Св. Станислава 1-й ст., Св. Владимира  3-й ст., медалью «В память царствования императора Александра III».
И. П. Лазаревич — автор более семидесяти работ на русском, немецком, французском и английском языках и двухтомного учебника «Курс акушерства» (СПб., 1892); являлся членом многих научных обществ в России, а также акушерского общества в Лондоне (1866) и гинекологического общества в Бостоне (1877).
Он был известен как изобретатель многочисленных акушерских инструментов (брефотом, крючок для извлечения плода, маточный зонд и др.), из которых щипцы Лазеревича благодаря своему оригинальному устройству и удобству использования, приобрели широкую известность.  За свои инструменты и атлас гинекологических и акушерских инструментов он был награжден в 1873 году золотой медалью на выставке в Лондоне.
Умер 25 февраля (10 марта) 1902 года в Санкт-Петербурге. Похоронен на Новодевичьем кладбище.
После его смерти был напечатан «Каталог старинных картин коллекции заслуженного профессора, тайного советника Ивана Павловича Лазаревича» (Варшава: Акц. общество С. Оргельбранда сыновей, 1902. — 107 с.).

## Труды
- Впрыскивание в матку как средство, вызывающее мышечную деятельность этого органа, с целью искусственного возбуждения преждевременных родов, усиления родовых потуг и оставления маточных кровотечений. [Рассуждение, написанное для получения звания доц. акушерства «pro venia legendi»]. Соч. И. Лазаревича, д-ра мед., пом. дир. Акушерск. клиники Имп. Ун-та св. Владимира. — Киев: Унив. тип.,1858. — [4], 70 с.
- Исследование живота беременных. И. Лазаревича, орд. проф. акушерства, женск. и детск. болезней и дир. Акушерск. клиники в Имп. Харковск. ун-те. — Харьков: Унив. тип, 1865. — [4], IV, 199 c.
- Операции уменьшения объёма младенца. И. Лазаревича. — [СПб.]: тип. Я. Трея, 1867. — 12 с.
- Диафаноскопия или просвечивание в применении к исследованию тканей и органов в женском тазе, с описанием случая зачаточного образования матки и отсутствия рукава (Uterus rudimentarius — defectus vaginae). Проф. И. Лазаревича. — Харьков: Унив. тип., 1868. — [4], 39 с.
- Выкидыш на третьем месяце беременности (случай, неправильно сообщ. проф. Лямблем в заседании Харьковск. мед. о-ва 7 и 28 февр. 1870 г.). — [СПб.]: тип. Я. Трея, 1870. — 20 с.
- Паразиты женских половых органов. Клинич. наблюдения проф. И. Лазаревича. — Харьков: Унив. тип.,1870. — [4], 57 с.
- [Случай беременности при эклампсии]. Из Харьковск. акушерск. клиники проф. И. П. Лазаревича. — М.: Унив. тип. (Катков и Ко), 1874. — 8 с.
- Курс акушерства Ивана Лазаревича, орд. проф. и дир. Клиники акушерской и женск. болезней при Имп. Харьковск. ун-те. — Ч. 1—[2]. — Харьков: Тип. М. Зальберберга, 1877—1879.
- Деятельность женщин. И. П. Лазаревича. — Харьков: тип. М. Зильберберга, 1883. — [4], 139 с.
- О ручном гинекологическом исследовании. Проф. И. П. Лазаревича. — [СПб.]: тип. Я. Трея, 1896. — 6 с.
- Каталог старинных картин коллекции заслуженного профессора, тайного советника Ивана Павловича Лазаревича. — Варшава: Акц. общ. С. Оргельбранда сыновей, 1902. — [4], 107 с.